# Libero Burro
Pour plus de détails, voir Fiche technique et Distribution.
Libero Burro est film de comédie italien sorti en 1999. 
Le film a marqué les débuts en tant que réalisateur et scénariste de Sergio Castellitto. Il a été primé, hors compétition, au 56e Festival du Film de Venise. Le film a remporté le Grand Prix du Festival international du film d'amour de Mons.

## Synopsis
Libero Burro est un homme du Mezzogiorno incapable et fainéant qui décide de devenir manager à Turin. Il tente d’accaparer une société hippique « La Cavallerizza » qui appartient à son ami Marione, joueur de courses de chevaux et père de la belle Rosa. Libero, qui n'a aucun diplôme d'étude, s'inscrit aux cours du soir fréquentés par des extra communautaires afin de préparer un diplôme de géomètre. Il fait la connaissance de Caterina, professeur d'italien dont il tombe amoureux. Mais un entrepreneur affairiste, Gaetano Novaro, lui rend la vie impossible et Libero ne réussissant plus à gérer ses projets se rabat sur des affaires plus abordables, le plus important est qu'il garde Caterina, puis pour le futur « on verra ».

## Fiche technique
- Réalisation : Sergio Castellitto
- Sujet : Sergio Castellitto
- Scénario : Sergio Castellitto, Giulia Mibelli, Margaret Mazzantini, Piero Bodrato
- Producteur : Massimo Ferrero

## Distribution
- Sergio Castellitto : Libero Burro
- Margaret Mazzantini : Caterina Clavarino
- Michel Piccoli : Oncle Toni
- Chiara Mastroianni : Rosa Agnello
- Robert Hundar : Tito
- Giovanni Visentin : Raffaele Pomba
- Gian Fabio Bosco : Mario Agnello
- Bruno Armando : Gaetano Novaro

## Prix
- Grand prix du Festival international du film d'amour de Mons 2000